# Congresso antimassonico internazionale di Trento

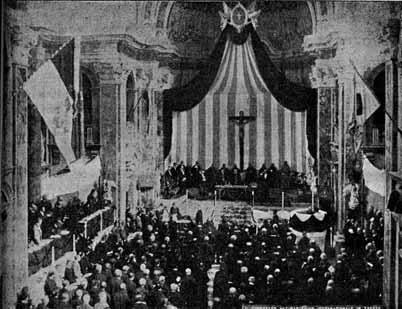
Congresso antimassonico internazionale di Trento del 1896.

Il primo congresso antimassonico internazionale di Trento si tenne dal 26 settembre al 30 settembre del 1896 a Trento (allora parte dell'Impero austro-ungarico) e verrà in seguito organizzato dalla "Ligue internationale antimaçonnique", creata a Roma nel 1893, e diretta dal principe Loewenstein. 
Papa Leone XIII dedicò un breve al  congresso antimassonico di Trento.

## Descrizione
Il giorno di apertura si incontrarono 36 vescovi, 50 delegati episcopali e 700 delegati provenienti da varie organizzazioni cattoliche. Tra le varie delegazioni si segnalano quelle di Francia e Austria, ognuna con più di 50 persone. L'apertura del congresso si è svolta nella
Chiesa di Santa Maria Maggiore, Trento.
Nella sessione del mattino dell'ultimo giorno del congresso, il commendatore Pietro Pacelli (Direttore del settimanale romano "La Voce della veità) e Vice Presidente del Congresso - presentò una mozione di applausi per il deputato carlista Juan Vázquez de Mella, il quale aveva presentato alle Cortes di Madrid una richiesta, con la quale si chiedeva fermamente che la massoneria venisse dichiarata illegale, faziosa e traditrice della patria, con l'immediata rimozione dal pubblico impiego di tutti i massoni.
Il pretendente carlista al trono di Spagna, Carlo VII, si recò a Trento per partecipare al Te Deum di chiusura, accompagnato da Doña Maráa Berta e dall'infanta Alicia.
Quattro temi vennero discussi nel corso della conferenza: la dottrina massonica, l'azione massonica, la preghiera e l'azione antimassonica. 
Il congresso raccomandò la pubblicazione di libri ed opuscoli a buon mercato contro la massoneria. 
Gli atti del congresso internazionale antimassonico furono pubblicati a Tournai nel 1897 dalle Éditions Desclée de Brouwer.